# ハルチョー
ハルチョー（グルジア語: ხარჩო, Kharcho, Harcho）は、ジョージアの伝統的なスープ。牛肉と米、ベニバスモモ（チェリープラム）のピューレ、砕いたくるみからつくられる。通常は細かく切り刻んだ新鮮なコリアンダーをかけて提供される。
肉は牛肉のほか、ラム肉、豚肉、鶏肉、ガチョウの肉も使われる。牛のブリスケットを2リットルのお湯で2時間から2時間半、灰汁を取りながら煮込み続ける。肉がやわらかくなったら米を入れ、その10分後に砕いたくるみ、オールスパイス、ベイリーフ、干したコショウの実を入れる。完成間近になったらベニバスモモのピューレと香辛料（コリアンダーの種やパプリカ）を加え、さらに5分ほど煮込む。塩で味を調え、新鮮なコリアンダーを入れたら冷まして提供する。